# Amazing Grace (ONCEの曲)
「Amazing Grace」（アメイジング・グレイス）は、ONCEの楽曲。1作目の配信限定シングルとして、2023年7月19日にA-Sketchからリリースされた。

## 概要
2023年2月26日を以て解散したピアノ・ロックバンド「WEAVER」にてピアノとボーカルを担当していた杉本雄治により結成されたソロプロジェクト「ONCE」の初となるオリジナル楽曲。
本作について杉本雄治は、
| 「 | 新たな音楽人生をスタートさせる中で、改めて自分の中にある『音楽』と向き合いました。最高に幸せな瞬間、孤独で押し潰されそうな夜、言葉で表せない感情に出会った瞬間。今の自分を作る大切な瞬間に、いつも音楽が寄り添い、歩む道をそっと照らしてくれていました。そんな僕にとっての音楽の恵み、Graceをこの曲に込めました | 」 |

と語った。
本作のリリースに伴い、本作を引っ提げて行われるツアー「ONCE 1st Tour 〜ONLY LIVE ONCE〜」の開催も発表された。

## 収録内容
| #  | タイトル          | 作詞・作曲 | 編曲 | 時間 |
| -- | ----------------- | ---------- | ---- | ---- |
| 1. | 「Amazing Grace」 | ONCE       | ONCE | 3:40 |